# Sân bay Nay Pyi Taw
Sân bay Naypyidaw, (tiếng Miến Điện: နေပြည်တော် အပြည်ပြည်ဆိုင်ရာ လေဆိပ်; tên trước đây là Sân bay Ela) là một sân bay nằm cách 16 km về hướng đông nam Naypyidaw, thủ đô của Myanmar. Trước khi thành lập thủ đô Naypyidaw, tên gọi này là tên sân bay ở thị xã gần bên Pyinmana. Sân bay đang trải qua giai đoạn mở rộng và sẽ cho phép nó có công suất 3,5 triệu khách mỗi năm vào năm 2011.

## Các giai đoạn xây dựng
Tổng diện tích mặt đất, tầng một và tầng 2 của nhà ga là 63.000 mét vuông.  Tầng trệt là sảnh đến còn lầu 1 là sảnh đi. Sảnh phía tây là cho hành khách nội địa, sảnh phía đông, còn sảng phía bắc dành cho khách quốc tế.
Đường bộ đến sân bay dài 1500 mét có bốn làn xe. Bãi đỗ xe có kích thước 200 mét x 107 mét với tổng diện tích là 21.400 mét vuông. Tháp điều khiển không lưu cao 62  mét.

### Giai đoạn 2
Giai đoạn thứ hai của dự án mở rộng bao gồm thêm một sân đỗ máy bay (apron) có kích thước 1200 foot x 1200 foot ở phía trước nhà ga đã được xây dựng, một sân đỗ máy bay VIP và bổ sung 4 ống lồng nối nhà ga với máy bay, tòa nhà dịch vụ chuyến bay, tòa nhà chính quyền và cơ sở bảo dưỡng máy bày.

### Giai đoạn 3
Giai đoạn thứ ba bao gồm thêm 17 ống dẫn nối máy bay với nhà ga, một hai đường lăn song song đôi có kích thước 1200 ft x 100 ft, một đường băng có kích thước 12000 ft x 100 ft ở phía trước nhà ga, một bãi đỗ máy bay hàng hóa. Sau khi giai đoạn thứ ba hoàn thành, sân bay sẽ có thể phục vụ 10,5 triệu lượt hành khách mỗi năm và nó sẽ hiện đại hơn và tinh vi hơn so với sân bay quốc tế Yangon và sân bay quốc tế Mandalay.

## Hãng hàng không và tuyến bay
| Hãng hàng không    | Các điểm đến               |
| ------------------ | -------------------------- |
| Air Bagan          | Yangon                     |
| Air Mandalay       | Yangon                     |
| Hong Kong Airlines | Bay thuê chuyến: Hong Kong |